# Bartolomé de Medina (Metallurg)
Bartolomé de Medina (* um 1497 in Sevilla, Spanien; † 1585 in Pachuca Hidalgo (oder de Soto), Mexiko) war ein spanischer Kaufmann und Metallurge.

## Leben
Bartolomé de Medina war ein Kaufmann aus Sevilla, der von einem Deutschen, einem gewissen „Maestro Lorenzo“ („Meister Lorenz“), den Gebrauch von Quecksilber zur Gewinnung von Silber aus Silbererzen erfuhr. 
Nach einem finanziellen Rückschlag schiffte sich de Medina 1553 nach Mexiko ein und fand zwischen 1554 und 1555 nördlich von Mexiko-Stadt, in Pachuca Hidalgo auf dem Gelände der Purísima Concepción Hacienda (heute im Besitz eines Tennisclubs) reiche Erzlagerstätten, wo er die neuen Verfahren zur Trennung des tauben Gesteins vom Silbererz durch den Prozess der Amalgamation, das heißt der innigen Vermischung des Erzes, vor allem mit Quecksilber und Salzen, erprobte und zur technischen Anwendungsreife brachte. Der Prozess – „beneficio de patio“ genannt – erwies sich wegen seiner energie- und wassersparenden Methode für das trockene, baumarme Hochland Mittel- und Südamerikas als ideal. Die patio-Methode – von (spanisch patio für Innenhof) wegen des gepflasterten Hofes, patio, auf dem die Erze mit dem Quecksilber vermischt wurden – scheint bereits den Einheimischen bekannt gewesen zu sein und revolutionierte die Silbergewinnung in Amerika und Europa für die nächsten mehr als zweieinhalb Jahrhunderte.
Das dafür benötigte Quecksilber stammte vor allem aus der Mine von Almadén in Spanien und Huancavelica in Peru und war königliches Monopol.
Durch die Verarbeitung mit bloßen Füßen, ohne jede Schutzvorrichtung oder mit unzulänglichen Arbeitspausen erlitten die schwarzen und indianischen Fronarbeiter, die das Quecksilber in den Gruben fördern bzw. im patio-Prozess mit dem Silber amalgamieren mussten, schwerste körperliche Schädigungen (Quecksilbervergiftung). Bereits die Inkas hatten die Förderung von Quecksilber wegen der gesundheitlichen Nebenwirkungen stark eingeschränkt.
Für seine Erfindung erlangte Bartolomé de Medina ein vizekönigliches Patent und prozentuale Einnahmen von denen, die seine Methode anwandten.
Bartolomé de Medina war verheiratet mit Leonor de Morales, die er nach Mexiko nachkommen ließ und mit der er fünf Kinder hatte. Durch Beteiligungen und seine Provisionen starb er 1585 in Pachuca als wohlhabender Mann.